# Trepucó
Trepucó, ou selon sa dénomination complète le village talayotique de Trepucó, est un site archéologique situé près de la ville de Port Mahon, sur l'île de Minorque, dans l'archipel des Baléares, en Espagne. Le site, daté de l'Âge du fer, est l'un des plus grands villages talayotiques de l'île, s'étendant sur près de 5 000 m2.

## Historique
Une grotte naturelle réaménagée située à l'entrée du site était déjà utilisée comme lieu de sépulture au IIe millénaire av. J.-C., puis elle a été réutilisée comme habitat domestique puis comme abri pour du bétail. Le village s'est développé au-dessus d'un port naturel, le futur Port Mahon, durant la période talayotique, entre 850 et 550 av. J.-C. Au IIIe siècle av. J.-C., Trepucó fut en grande partie détruit, peut-être en lien avec la deuxième guerre punique, puis définitivement abandonné après la conquête romaine de l'île en 123 av. J.-C.
En 1781-1782, le village fut le quartier général des troupes franco-espagnoles qui assiégeaient les Anglais réfugiés dans le château de Sant-Felip : de cette période date la construction d'un mur en forme d'étoile à cinq branches autour du talayot central, sur lequel fut installée une batterie de deux canons. Entre 1930 et 1932, l'archéologue britannique Margaret Murray a fouillé le site. Le site a été déclaré bien d'intérêt culturel le 3 juin 1931 (enregistré sous le numéro RI-55-0000848), ce qui n'a pas empêché sa destruction partielle dans les années suivantes. Dans les années 1970, le site a été restauré. En 2013, l'Espagne a proposé l'inscription du site au titre de la « culture talayotique de Minorque » sur la liste indicative de l'UNESCO, préalable à une possible inscription au Patrimoine mondial.

## Édifices

### Enceinte à taula
Le monolithe vertical composant l'édifice mesure 4,20 m de hauteur sur 2,75 m de largeur et 0,40 m d'épaisseur. Il comporte sur sa face avant des lignes diagonales interprétées comme des traces résultant du processus d'extraction de la dalle en carrière. Le chapiteau mesure environ 3,45 à 3,65 m de long, 1,50 à 1,60 m de large et 0,60 m d'épaisseur. La taula de Trepucó est la plus haute taula de toute l'île de Minorque. Elle est entourée d'une enceinte en forme de fer à cheval avec une façade concave. Seule la moitié occidentale du mur interne est originale, la moitié orientale a été restaurée dans les années 1970. Des renforts en ciment ont été incorporés pour renforcer les pilastres.
Lors de sa fouille de l'enceinte, Margaret Murray découvrit une grande quantité de poteries, d'ossements d'animaux et de charbons de bois.

### Talayots

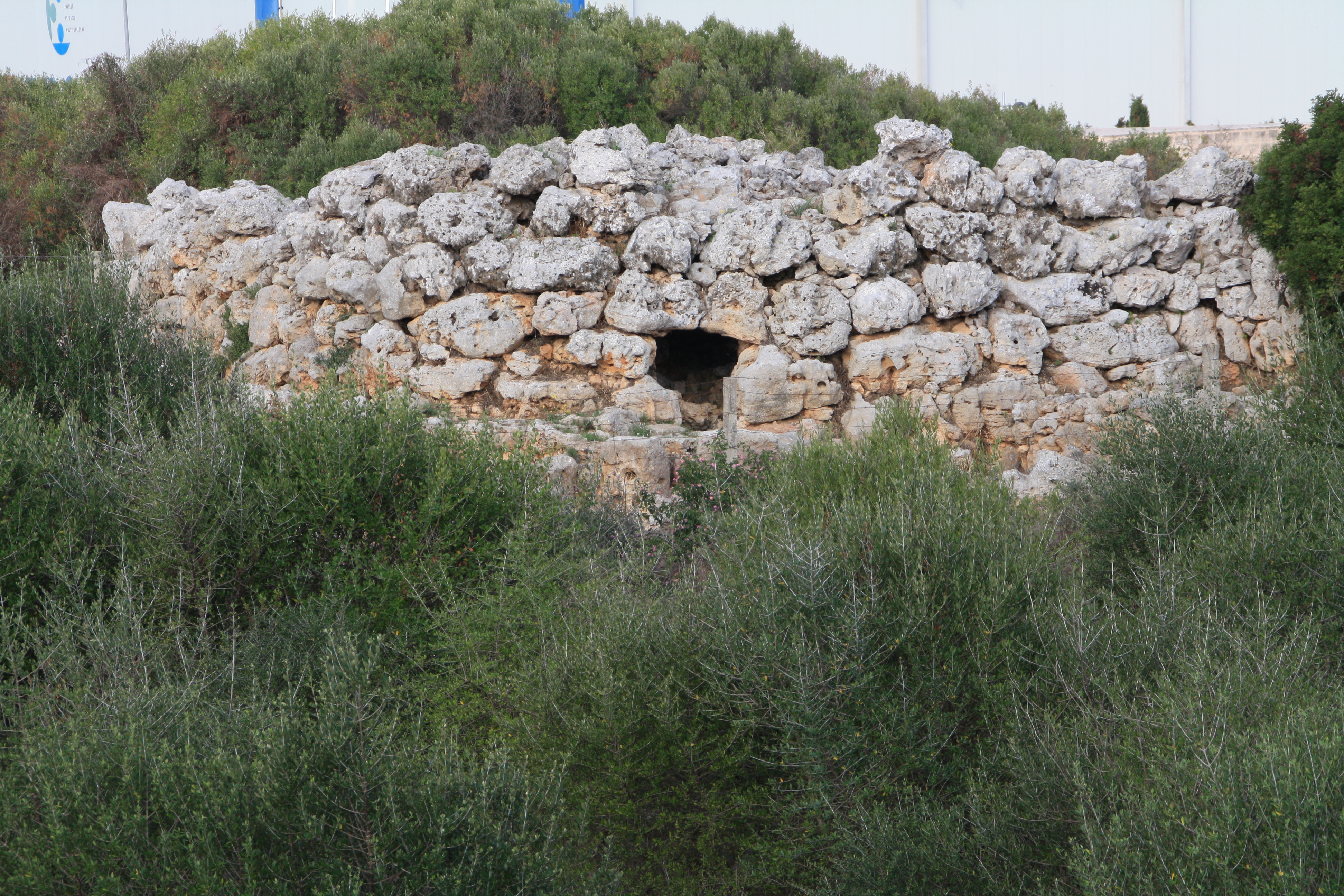
Talayot nord-ouest.

Le site conserve deux édifices de ce type mais on estime qu'il en existait au moins quatre à l'origine, voire sept selon Murray. Le talayot central est le plus large de toutes les Baléares avec un diamètre de 26 m à la base. Un genre de portail, désormais clos, est visible au sommet de l'édifice, il permettait à l'origine d’accéder par un escalier au niveau supérieur, désormais détruit, qui devait comporter une chambre intérieure de forme légèrement absidiale. L'esplanade autour du talayot est constituée par le sol rocheux. Le talayot devait être entouré par un ensemble d'habitations qui furent détruites lors de l'occupation du site par les troupes franco-espagnoles.
Le second talayot, plus petit, est situé au nord-ouest du site. Il mesure de 16 à 18 m de diamètre et comporte un couloir interne, désormais effondré, qui permettait d’accéder au niveau supérieur de l'édifice. Des structures résidentielles, en cercles, lui furent adossées ultérieurement.

### Habitats

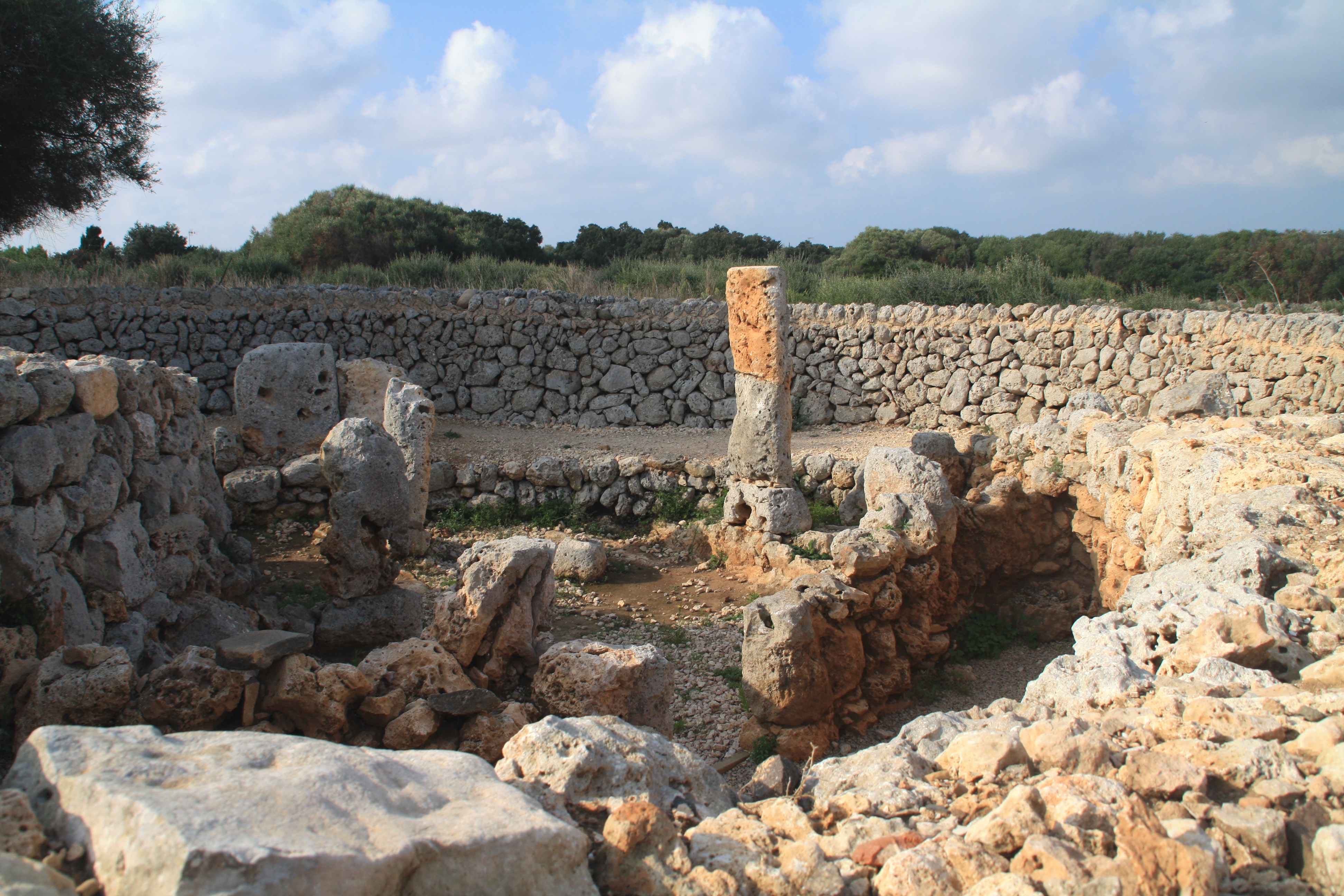
Vestiges d'un habitat.

Trepucó conserve trois groupes d'habitats, dont ceux situés près de la taula fouillés par Murray en 1932 et restaurés en 2010. Ces maisons, du type cercles, ont été construites sur les vestiges d'édifices antérieurs, dont un linteau et un mur de façade ont été conservés. Elles ont été habitées du IVe siècle av. J.-C. au Ier siècle av. J.-C., durant la période post-talayotique. Dans le premier cercle, deux salles ont été fouillées : la première par Murray en 1930, mais on ignore le résultat de ses fouilles, et la seconde en 2010. À cette occasion, on découvrit les restes d'un pavage recouvert d'une grande quantité de calcite et d'argile, un lingot de plomb, des balles de fronde et une pièce romaine datée de 150 av. J.-C. L'ensemble suggère qu'il s'agissait d'un atelier où l'on fabriquait de la poterie et des objets en plomb. Le second cercle adossé au premier n'a été que partiellement fouillé en 2010. Il comporte une maison d'une superficie d'environ 140 m2 comprenant à l'est un couloir entouré de deux petites pièces de chaque côté, débouchant sur un patio. Plusieurs pièces, qui servaient de chambres et d'entrepôts, sont disposées autour de cette cour dotée d'un impluvium. La pièce située au nord comporte un foyer ouvert construit durant la période almohade avec des meules et broyeurs retrouvés sur place. Le mur de cette pièce a lui-même été construit sur d'anciens silos datés du Naviforme.

### Grottes artificielles
Le site comprend plusieurs grottes artificielles.

## Conservation
Le matériel archéologique découvert lors des fouilles est conservé au musée de Minorque.